# Emilian z Durostorum
Emilian z Durostorum a. z Dacji, Święty Emilian (ur. w Tracji, zm. w 362 lub 363 w Durostorum) – biskup Durostorum (późniejszy Dobrostolon, obecnie Silistra), męczennik, święty Kościołów katolickiego i prawosławnego.

## Żywot świętego
Emilian żył w IV wieku za panowania cesarza Juliana Apostaty. Żywot świętego przypadał na okres chwilowego, ponownego prześladowania chrześcijan. Został legionistą wojsk namiestniczych w Dacji, stacjonował zaś w Durostorum. Tam działał jako kaznodzieja. Z czasem zyskał szacunek miejscowej ludności i został obrany biskupem. 

## Śmierć męczeńska
Za wyznawanie innej religii niż rzymskiej cesarz nie zamierzał karać; oficjalnie karał za przestępstwa wobec prawa. Takie przestępstwo popełnił rzekomo Emilian, niszcząc posąg jednego z rzymskich bogów w jego własnej świątyni. Został skazany na chłostę, a następnie za świętokradztwo spalony na stosie nad brzegiem Dunaju. 
Według legendy płonący Emilian wskoczył do rzeki i utopił się. Śmierć męczeńska Emiliana odbiła się szerokim echem w Europie, a on sam stał się jednym z najsłynniejszych męczenników tego okresu. 

## Kult
Relikwie świętego przeniesiono do Konstantynopola i w niedługim czasie Emilian został kanonizowany. 
Patronat
Tradycja przypisuje mu patronat nad Dacją (i jej spadkobierczynią Rumunią) oraz Rumelią. Patronuje też wszystkim odważnie wyznającym swoją wiarę religijną.
Ikonografia
W ikonografii święty przedstawiany jest w czerwonych szatach męczennika z krzyżem w ręku. Ma kasztanowe włosy i średniej długości brodę.
Dzień obchodów
Wspomnienie liturgiczne w Kościele katolickim obchodzone jest 18 lipca.
Kościół katolicki obrządku bizantyjsko-ukraińskiego oraz Cerkiew prawosławna wspominają męczennika 18/31 lipca, tj. 31 lipca według kalendarza gregoriańskiego (Pamięć Ojców Kościoła sześciu Soborów Powszechnych).